# Amnezja (piosenka)
Amnezja – piosenka warszawskiej grupy Kult. Wytwórnia wydała również niskonakładowy singel promocyjny „Amnezja” przeznaczony dla rozgłośni radiowych i niedostępny w sprzedaży, zawierający wyłącznie utwór tytułowy.
Utwór mówi o tym, co w zbiorowej pamięci pozostało z czasów PRL. Zwracana jest w nim uwaga, że pamięć jest wybiórcza i ruguje to co złe, pozostawiając głównie dobre wspomnienia. Utwór jest pełen punkowej werwy, bez sekcji dętej, jednak z solówką saksofonu tenorowego. Partia wokalna została zmontowana na zakładkę, tak że kolejne wersy nachodzą na siebie. 
„Amnezja” to utwór, który zdobył uznanie wśród fanów Kultu jako przykład inteligentnej krytyki polskich realiów społeczno-politycznych.  W tekście Kazik w zawoalowany sposób ironizuje nad sentymentalnym stosunkiem Polaków do okresu PRL, podkreślając skłonność do idealizowania przeszłości. Utwór stanowi refleksję nad problemem polityki historycznej i krótkowzrocznością w interpretacji wydarzeń historycznych, bez bezpośredniego odniesienia do konkretnych postaci politycznych.

## Lista utworów
Singel (2010)
1. „Amnezja”

- słowa: Kazik Staszewski
- muzyka: Kazik Staszewski, Wojciech Jabłoński, Janusz Grudziński

## Listy przebojów
Utwór „Amnezja” zadebiutował na liście przebojów Programu Trzeciego 13 lutego 2010 w 1463. notowaniu. W 1466. notowaniu znalazł się na pierwszym miejscu.